# إندغون زغبي
إندغون زغبي (الاسم العلمي:Endogone pubescens) هو نوع من الفطريات يتبع جنس الإندغون من الفصيلة الإندغونية.